# Typhon Longwang
Le typhon Longwang (chinois: 龍王 roi-dragon divinité de la pluie dans la mythologie chinoise), connu aux Philippines que le typhon Maring, fut le cyclone tropical le plus meurtrier en Chine au cours de la saison cyclonique 2005. Né dans la Pacifique au nord des îles Mariannes, le typhon de catégorie équivalente à 4 dans l'échelle de Saffir-Simpson frappa d'abord Taïwan puis la Chine continentale, faisant 149 victimes et pour 970,5 millions $US de dommages.
En raison de ces graves dommages, le nom Longwang fut plus tard retiré des listes futures des noms utilisables pour nommer un typhon par le comité des cyclones tropicaux de l'Organisation météorologique mondiale.

## Évolution météorologique
Longwang a d'abord été identifiée comme une dépression tropicale le 25 septembre au nord des îles Mariannes à 620 km au sud-sud-est d'Iwo Jima (Japon).
Se déplaçant vers l'ouest, le système s'intensifia rapidement en tempête tropicale puis atteignit le statut de typhon le 27 septembre.
Après avoir atteint l'équivalent de la catégorie 4 sur l'échelle de Saffir-Simpson, les conditions atmosphériques défavorables ainsi que des changements structurels internes menèrent à un affaiblissement temporaire. Après une ré-intensification, la tempête montra des vents soutenus de 175 km/h sur dix minutes et une pression de 930 hPa le 1er octobre en arrivant près de Taïwan. 
L'interaction avec le relief montagneux de l'île et d'autres changements structurels causèrent un certain affaiblissement avant que le typhon ne touche la côte taïwanaise près de la ville d'Hualien tôt le 2 octobre. Traversant l'île en six heures, Longwang émergea sur le détroit de Taïwan avant frapper plus tard ce jour-là la province chinoise du Fujian comme un typhon de catégorie minimale. Une fois sur la Chine continentale, la tempête s'affaiblit rapidement et se dissipa en fin de journée du 3 octobre.

## Impact
| Pays        | Décès | Blessés | Pertes              |
| ----------- | ----- | ------- | ------------------- |
| Chine       | 147   | >39     | 944,6 millions $US  |
| Japon       | 0     | 4       | 8,7 millions $US    |
| Philippines | 0     | 0       | Aucune              |
| Taïwan      | 2     | 73      | >17,2 millions $US  |
| Totaux      | 149   | >116    | ~970,5 millions $US |

### Japon
Le 1er octobre, le typhon Longwang frôla le sud des îles Ryūkyū du Japon. Des rafales de vent dépassant les 120 km/h furent enregistrées aux îles de Ishigaki-jima, Iriomote-jima et Yonaguni-jima, avec une rafale maximale de 159 km/h fut mesurée sur Ishigaki. Ces vents causèrent des annulations de vols et de transports, des dommages mineurs et des pannes électriques dispersées. Quatre personnes subirent des blessures mineures à Ishigaki après avoir été renversées par les vents. Les fortes pluies, accompagnées des vents, culminèrent à 84 mm dans le district de Yaeyama. Les dégâts agricoles atteignirent 1 000 000 000 ¥ (8,7 millions $US) de 2005. Plus au sud, les îles Batanes des Philippines enregistrèrent des vents de 30 à 60 km/h.

### Taïwan
Avant l'arrivée de la tempête, les autorités de Taïwan activèrent tous les centres d'opérations d'urgence et exhortèrent les habitants à se préparer au pire,. Longwang toucha l'île comme un typhon de catégorie 2 tôt le 2 octobre, ses vents destructeurs atteignirent un maximum de 234 km/h dans la ville de Hualien. Ces rafales ont été les plus élevées jamais enregistré dans la ville, dépassant le précédent record établi par le typhon Louise en 1959. Les pluies furent torrentielles tout le long de sa trajectoire avec un pic d'accumulations en 24 heures dans le comté d'Hualien à 764,5 mm et de 576 mm dans le comté de Yilan.
Au pire de la tempête, 749 621 ménages étaient sans électricité tandis que 24 817 perdirent le service téléphonique. Deux personnes perdirent la vie : un homme fut tué après avoir été frappé à la tête par une barre de fer percutant sa maison et une femme est morte après avoir été emportées par crue soudaine dans la ville de Hoping,. Soixante-treize (73) personnes furent également blessées. Les pertes économiques furent limitées à environ 570 millions NT$ (17,7 millions $US) de 2005 dont 70 millions $NT aux infrastructures et le reste au secteur agricole, en particulier aux cultures de riz, bananes, raisons et légumes.

### Chine
Le 1er octobre, les autorités de la Chine continentale émirent des avertissements pour la province du Fujian et exhortèrent les habitants à évacuer. Il fut estimé que 537 000 personnes suivirent ces conseils dans la province et un autre 86 000 à 61 860 habitants du Zhejiang et du Guangdong le firent également. La majorité des personnes évacuées provenaient des villes de Ningde, Fuzhou, Putian, Quanzhou, Xiamen et Zhangzhou (376 000 évacuations à Xiamen seulement). Le long de la côte, environ 38 000 navires rentrèrent au port. Des milliers de fonctionnaires dans la province du Fujian supervisèrent les préparatifs. Le transport en commun à travers la province fut temporairement suspendue et l'aéroport de Xiamen cessa ses opérations le 2 octobre alors que les premières bandes de pluie affectait la région.
Les pertes furent considérables dans la province de Fujian où des pluies d'une période de retour de 100 ans provoquèrent des inondations catastrophiques à Fuzhou, tuant 62 personnes. Dans le comté de Minhou, 85 policiers paramilitaires périrent dans un glissement de terrain qui détruisit leurs casernes. Au total, 147 personnes furent tuées et les dégâts se sont élevés à 7,81 milliards de RMB (944,6 millions $US) en Chine.